# 중섬로
중섬로(Jungseom-ro)는 대한민국 경상북도 포항시 남구 대잠동에서 상도동을 거쳐 연결하는 도로이다.

## 노선 경로
- 삼거리 명칭 미상
  - 국도 제7호선 (새천년대로)
    - 포항시외버스터미널
    - 그랜드애비뉴
- 사거리 명칭 미상
  - 중흥로
    - KBS 포항방송국
- 사거리 명칭 미상
  - 상도로
- 사거리 명칭 미상
  - 상공로, 상공로32번길